# Hünenberg (Witten)
Der Hünenberg ist eine 112,3 m ü. NHN hohe Anhöhe im Stadtteil Herbede von Witten. Sie liegt südlich der Wittener Straße, an der Kamperbach entlang fließt, östlich des Hammertals mit dem Pleßbach bei Steinenhaus, westlich eines namenlosen Bachs, der die Autobahn 43 stellenweise unterquert, und nördlich des Rüsberggrabens. Über die weitgehend unbebaute Anhöhe führt der Weg Kleinbahnhof, der an die Kleinbahn Bossel–Blankenstein erinnert.
Im Stiepeler Schnadebuch von 1486 wird der Hünenberg genannt. Johann Dietrich von Steinen schrieb 1760: „Der Hünenberg gegen dem Schlos Kemna über, sol von den Hunnen den Namen tragen.“ Im Band über den Kreis Hattingen aus dem Jahr 1909 der Reihe Die Bau- und Kunstdenkmäler von Westfalen wird der Berg von Albert Ludorff und Franz Darpe zweimal erwähnt: „bei Blankenstein lag am Herbeder Wege bei Oveney's Feld die ‚alte Burg‘, welche in einem Kemnader Schnadebuche von 1486 die Hünenburg heißt.“ und „Im Gemeindebezirk liegt das Rittergut Haus Kemnade (Kemna). Dorthin scheint ein ursprünglich auf der ‚alten Burg‘ oder dem ‚Hünenberg‘, einer früheren Wallburg, angesiedeltes Rittergeschlecht seinen Wohnsitz verlegt zu haben…“ 1820, bei der Vermessung für eine projektierte Straße von Herbede nach Blankenstein, wurde in nordwestlichen Bereich eine Felsgruppe als „Alte Burg“ bezeichnet. Die Niemeyersche Karte von 1787 vermerkt im nordöstlichen Teil eine „Neue Burg“.
Die Ziegelei Voss betrieb hier im nördlichen Teil des Bergs einen Steinbruch, um Zuschlagstoffe für die Ziegelei zu gewinnen. Der Betrieb ist geschlossen; die Gebäude zerfallen. 2010 wurde über die wilde Deponie auf den Lagerplätzen des Geländes zwischen Werksgebäude und Steinbruch öffentlich diskutiert.